# Haeundae-gu
Haeundae-gu (koreanska: 해운대구)  är ett av de 15 stadsdistrikten (gu) i staden Busan i sydöstra Sydkorea, 300 km sydost om huvudstaden Seoul.
Haeundae-gu är en modern stadsdel känd för stränder som Haeundae vid en bred sandig bukt och Songjeong som är populär hos surfare. Här finns även Sea Life Busan Aquarium och Busan Museum of Art. 

## Administrativ indelning
Haeundae-gu består av 18 stadsdelar (dong).

- Bangsong 1-dong
- Bangsong 2-dong
- Banyeo 1-dong
- Banyeo 2-dong
- Banyeo 3-dong
- Banyeo 4-dong
- Jaesong 1-dong
- Jaesong 2-dong
- Jung 1-dong
- Jung 2-dong
- Jwa 1-dong
- Jwa 2-dong
- Jwa 3-dong
- Jwa 4-dong
- Songjeong-dong
- U 1-dong
- U 2-dong
- U 3-dong